# Domenico Mudazio
Domenico Mudazio (falecido em 1617) foi um prelado católico romano que serviu como bispo de Chiron de 1605 a 1617.

## Biografia
A 10 de Outubro de 1605, Domenico Mudazio foi nomeado durante o papado de Paulo V como Bispo de Chiron, onde serviu como bispo até à sua morte em 1617.